# Шевченко, Валентина Евгеньевна
Валентина Евгеньевна Шевченко (укр. Валентина Євгенівна Шевченко; род. 2 октября 1975, Чернигов) — украинская лыжница, бронзовый призёр чемпионата мира 2009 года в гонке на 30 км, бронзовый призёр многодневной лыжной гонки Тур де Ски 2006/2007, бронзовый призёр общего зачета кубка мира 2003/04 годов, обладательница дистанционного кубка мира 2003/04 годов, победительница этапов Кубка мира. Специализируется в дистанционных гонках. Участница 5 зимних Олимпийских игр и 11 чемпионатов мира.

## Карьера
В Кубке мира Шевченко дебютировала в 1995 году, в ноябре 2003 года одержала свою первую победу на этапе Кубка мира. Всего на сегодняшний момент имеет 4 победы на этапах Кубка мира, все в личных дистанционных гонках. Лучшим достижением Шевченко в общем итоговом зачёте Кубка мира является 3-е место в сезоне 2003-04, в том же году она выиграла малый Кубок мира в зачёте дистанционных гонок.
На Олимпиаде-1998 в Нагано, показала следующие результаты: 15 км классикой — 11-е место, 5 км классикой — 19-е место, гонка преследования — 20-е место, эстафета — 9-е место, 30 км коньком — 14-е место.
На Олимпиаде-2002 в Солт-Лейк-Сити, приняла участие в четырёх гонках: 15 км коньком — 21-е место, 10 км классикой — 12-е место, гонка преследования — 20-е место, 30 км классикой — 5-е место.
На Олимпиаде-2006 в Турине, показала следующие результаты: дуатлон 15 км — 14-е место, масс-старт 30 км — 7-е место, 10 км классикой — 21-е место, эстафета — 8-е место.
На Олимпиаде-2010 в Ванкувере, стартовала в четырёх гонках: 10 км коньком — 9-е место, дуатлон 15 км — 14-е место, масс-старт 30 км — не финишировала, эстафета — 13-е место.
За свою карьеру принимала участие в 11 чемпионатах мира (1995—2017, кроме 2001 года), завоевала бронзу в гонке на 30 км на чемпионате-2009 в чешском Либереце.
Использует лыжи производства фирмы Fischer, ботинки и крепления Salomon.

## Награды
- Орден «За заслуги» III степени (4 апреля 2003)[1]